# Staatsarchiv Rijeka
Das Staatsarchiv Rijeka (Državni arhiv u Rijeci) befindet sich in der Park Nikole Hosta 2 in der Stadt Rijeka in Kroatien und ist eines der führenden Archive des Landes.

## Geschichte

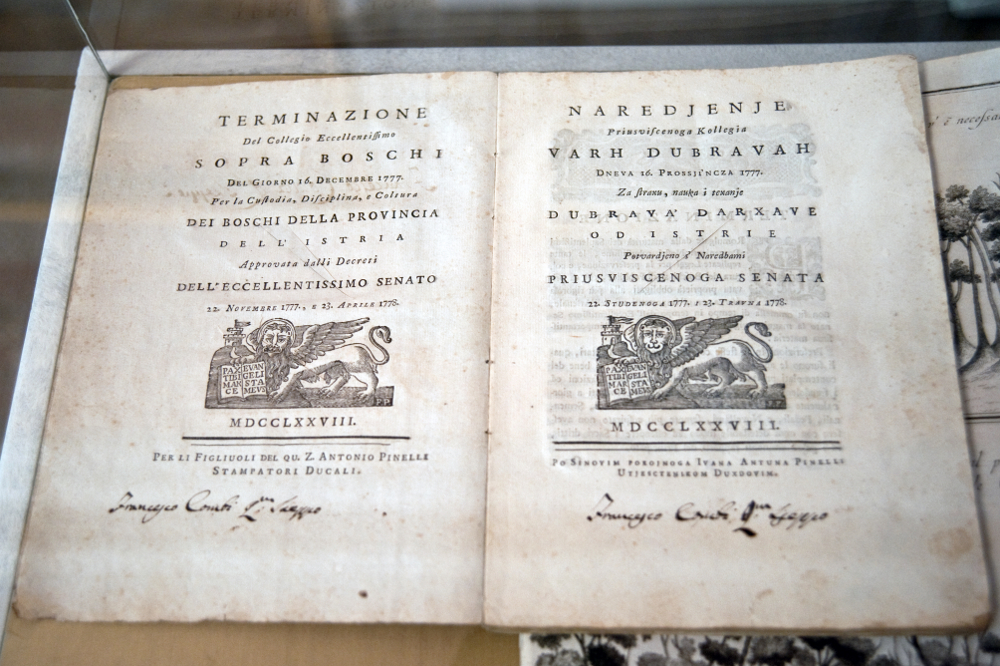
Bestimmungen zu den (istrischen) Wäldern vom 16. Dezember 1777, links Italienisch, rechts Kroatisch

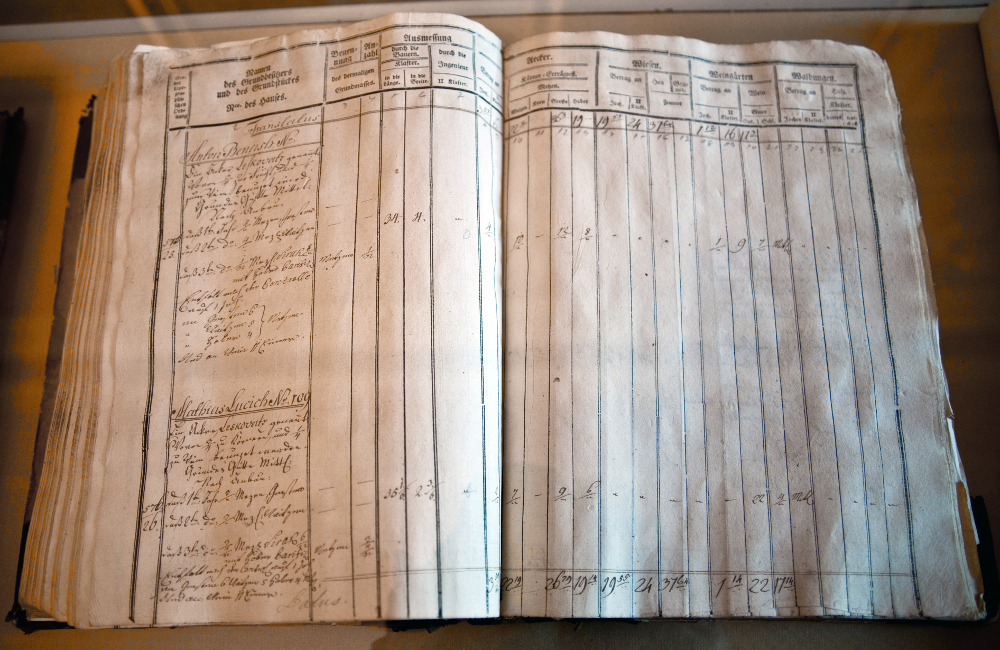
Josephinisches Kataster der Jahre 1785 bis 1787, St. Veit am Flaum (Rijeka) und Umgebung

Seit dem 15. Jahrhundert werden in Rijeka Dokumente systematisch gesammelt, doch wissenschaftliche Prinzipien wurden dieser Sammeltätigkeit erst durch die Gründung des Regio Archivio di Stato in Fiume zugrunde gelegt, das am 1. September 1926 seine Pforten öffnete. Die Einrichtung geschah als italienische Gründung, denn seit dem Fiume-Vertrag von 1924 gehörte Rijeka zu Italien. Die neu entstandene Provinz Fiume wurde von einem vom faschistischen Regime in Rom ernannten Präfekten geleitet. Mit königlichem Dekret vom 6. Dezember 1928 wurde sie zwar anerkannt, jedoch nur als Dépendance des königlichen Staatsarchivs in Triest unter der Bezeichnung R. Archivio di Stato – Sezione di Fiume. Bis zum Ende der Zugehörigkeit Fiumes bzw. Rijekas zu Italien im Jahr 1945 blieb das Archiv eine Sezione des besagten Staatsarchivs. Daher entstand 1933 ein erster Überblick über die Bestände durch das Archiv in Triest. Während des Krieges wurden die Archivalien mittels dreier Evakuierungen in den Jahren 1941 bis 1944 nach Venetien in Sicherheit gebracht.
Von 1945 bis 1947 wurde das Archiv als unabhängige Institution geführt, als Državni Arhiv Rijeka. Ab Februar 1948 war es Bestandteil des Staatsarchivs Zagreb, des Ispostava Državnog Arhiva u Zagrebu, doch wurde die Einrichtung in Rijeka Ende 1949 wieder selbstständig geführt. Erst im Juli 1949 waren Kisten mit Archivalien aus Venetien zurückgekehrt – der Restitutionsprozess ist bis heute nicht abgeschlossen, die Verluste schwer zu ermessen. Verschwunden sind Akten aus den Jahren 1918 bis 1922, insbesondere zur Fiume-Unternehmung Gabriele D’Annunzios. Vor allem aber fehlt ein Bestand von 661 buste zur Wirtschaftsgeschichte der Stadt, der im Inventar von 1933 noch vermerkt war. Von 1959 bis 1993 hieß das Archiv Historijski Arhiv Rijeka, von da an hieß es bis 1997 Povijesni Arhiv Rijeka. Im nunmehr unabhängigen Staat Kroatien erhielt es den Rang eines Staatsarchivs und führt seither den Namen Državni Arhiv u Rijeci.
Von 1926 bis 1945 konzentrierte sich das Haus mit seinen nur drei fest angestellten Kräften auf den Raum um die Kvarner-Bucht, um Rijeka selbst und die liburnischen Teile von Istrien, wozu auch ein Teil des nunmehr slowenischen Gebiets gehörte. Mit der Annexion durch Italien während des Zweiten Weltkriegs wurde sein Zuständigkeitsbereich auf Nordwestkroatien ausgedehnt. Daher umfasst das Archiv Bestände von 1924 bis 1941, die aus der Besatzungszeit Italiens stammen, dann aus der Zeit der deutschen Besatzung von 1941 bis 1943, schließlich aus der Zeit der Italienischen Sozialrepublik erneut unter Mussolini, die bis 1945 bestand.
Nach dem Kriegsende 1945 befasste sich das Haus mit den Archivalien ganz Istriens sowie der Inseln Cres, Lošinj und Krk. Mit der Gründung eines Archivs in Pazin im Jahr 1958 reduzierte man seinen Zuständigkeitsbereich wieder auf die besagten Teile von Istrien, dehnte ihn allerdings auf der anderen Seite auf Primorje, den kroatischen Küstensaum, und auf Gorski kotar aus, hinzu kam die Stadt Senj. Veränderungen in den staatlichen Strukturen, vor allem das Verschwinden älterer Organisationseinheiten, brachten umfangreiche Archivalien in das Archiv, womit sich die Bestände verzehnfachten.
Heute beherbergt das Haus über 20 km Regale an Beständen, davon allein 6,5 km Archivalien sowie 750 archivalische Sammlungen. Laut Findbuch birgt das Archiv 2230 buste. Das älteste Dokument stammt von 1201. Die ältesten Sammlungen umfassen rechtliche und Besitz-Urkunden (Munimenta), die 1201 einsetzen. 1423 setzen die Ortsstatuten ein. Ab 1560 setzen Sammlungen von Registern ein, die Geburten, Eheschließungen und Todesfälle einschlossen. Dabei wurden die älteren Exemplare meist in Latein oder Italienisch abgefasst – nur wenige Schriftstücke wurden in kroatisch-glagolithischer Schrift verfasst –, während im 19. Jahrhundert Deutsch, Ungarisch und Kroatisch dominierten; während der italienischen Besatzung von 1918 bis 1943 herrschte Italienisch vor.
Heute arbeiten im Haus zehn Archivare und ebenso viele Mitarbeiter. Dabei steht der Abteilung für das archivalische Material Boris Zakošek vor, der Abteilung für die laufenden Aufnahmen Zoran Stanković, der Bibliothek und dem Lesesaal mit seinen 20 Plätzen Prof. Mladen Urem, der Abteilung für Konservierung und Restaurierung Prof. Iva Gobić Vitolović.
Seit Gründung des Archivs im Jahr 1926 befindet es sich im selben Gebäude, in der Residenz des Erzherzogs Joseph, einem Verwandten des österreichischen Kaisers und kroatischen Königs Franz Joseph I. Der Erzherzog erwarb nach Differenzen mit dem Kaiser ein Landhaus von dem örtlichen Patrizier Mihovil Androche, das Ende des 17. Jahrhunderts errichtet worden war. Unter Leitung des Architekten Rafael Culotti aus Rijeka wurde das Haus bis 1895 im historistischen Stil erweitert und umgebaut. Um das Haus herum entstand ein englischer Garten, aus dem ein botanischer Garten hervorging. Neben dem Lesesaal entstanden nach 1926 ein kleiner Saal für Vorlesungen und Vorträge und ein Ausstellungsraum.

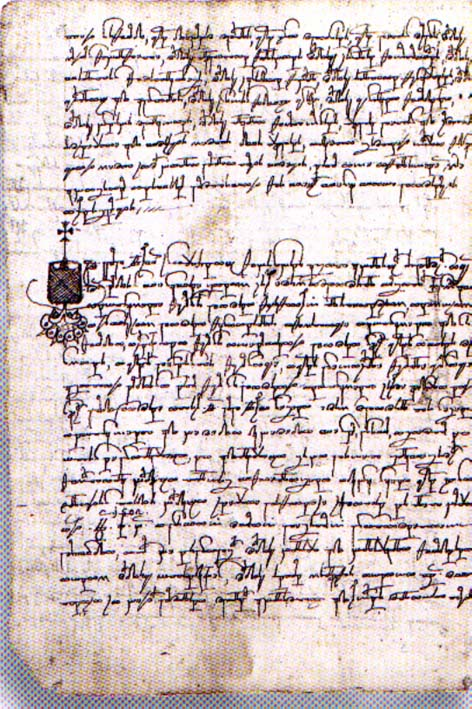
Seite einer Abschrift des Istrischen Landschieds von 1575 (?)

1880 entdeckte Stefano Rotta in der Familienbibliothek eine der zwei Abschriften des Istrischen Landschieds (Razvod, 1548), sie wird heute im Staatsarchiv Rijeka aufbewahrt.